# Tren Urbano de San Juan
El Tren Urbano de San Juan es un sistema de ferroviario de transporte masivo  de pasajeros en Puerto Rico que conecta a los municipios de San Juan, Guaynabo y Bayamón. Actualmente el Tren Urbano se extiende en una línea de 17.52 km (10.7 millas). La ruta consta mayormente de secciones elevadas, además de otras secciones terrestres y subterráneas, a lo largo de la cual hay 16 estaciones. Cada una tiene un diseño arquitectónico diferente y muchas están decoradas con obras de arte.
El Tren Urbano es operado mediante un contrato con el Gobierno de Puerto Rico, por la firma Siemens Transportation Systems y su compañía socia Alternate Concepts, Inc. (ACI), el cual abarca las fases de diseño, construcción y operación. Esto le otorgó la responsabilidad de operación y mantenimiento del tren por los cinco años subsiguientes a la culminación del período de construcción, con opción a cinco años adicionales.  
El Tren Urbano, los autobuses de la AMA y la Lancha a Cataño componen el sistema de transportación colectiva de propiedad estatal que sirve el área metropolitana de San Juan. Dicho sistema es gestionado por el Departamento de Transportación y Obras Públicas (DTOP) y la Autoridad de Transporte Integrado (ATI).

## Historia

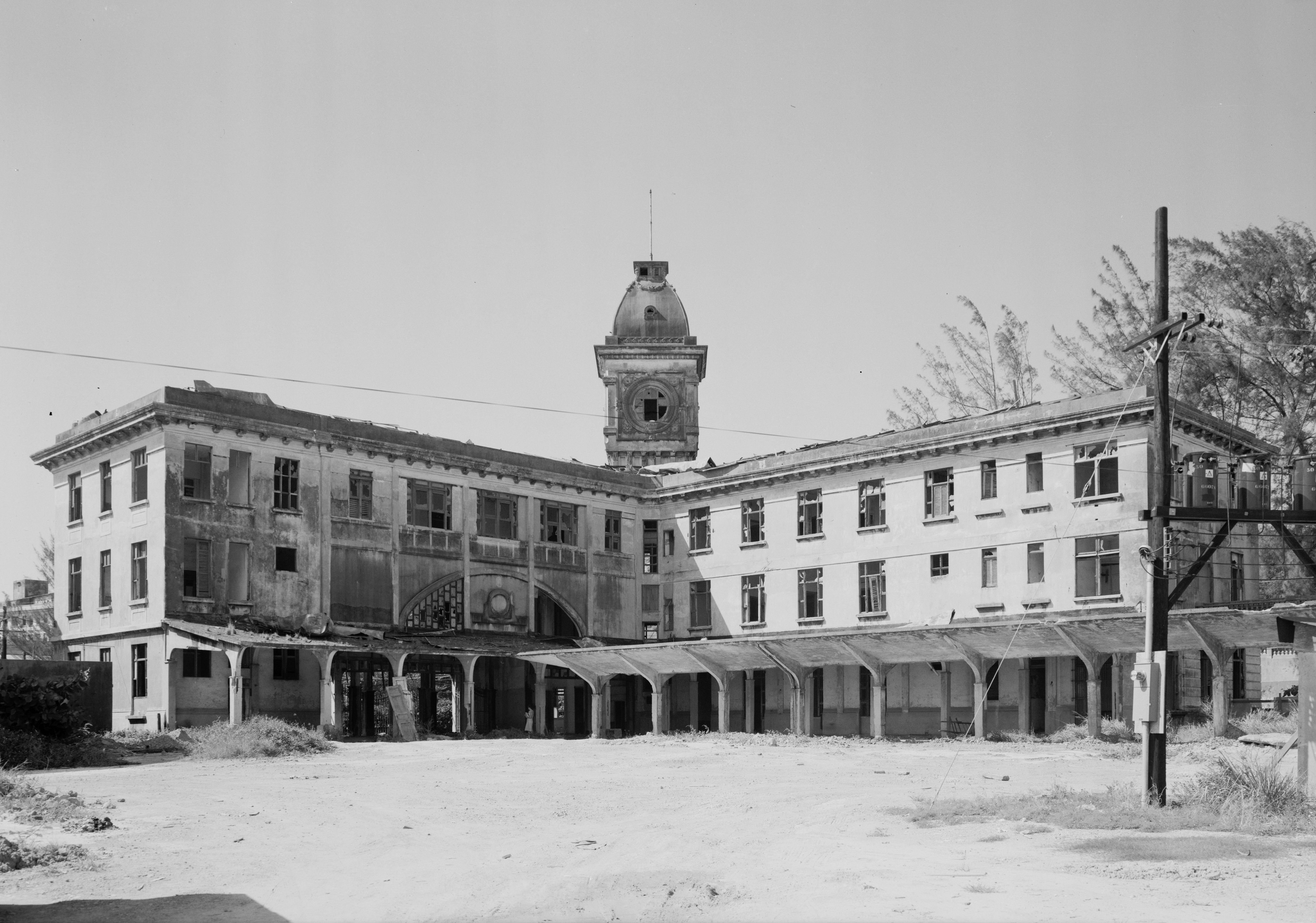
La ex Terminal de Ferrocarril de San Juan

El primer ferrocarril en Puerto Rico se comenzó a construir al final del siglo XIX, cuando la isla todavía estaba bajo dominio español. Se construyó un Ferrocarril de Circunvalación que rodeaba la mayoría de la isla, pasando mayormente por la costa. El tren llegó a ser un método importante del transporte de pasajeros y carga hasta el final de la primera mitad del siglo XX. Durante este periodo, el tren se usó mucho para el comercio de la caña de azúcar.
Para la década de los '50, muchas familias se trasladaron al área metropolitana de San Juan buscando nuevas oportunidades de trabajo. A razón de mejoras en la economía, se registró un aumento en la compra de automóviles. En los años '80, el gobierno de Puerto Rico propone invertir menos dinero en sistemas de transportación pública y elimina un gran número de rutas de autobuses. Como consecuencia, más personas dependen de sus autos como único medio de transporte. Durante ese tiempo se comenzaron a construir autopistas a través de toda la isla.  
Con la construcción de nuevas carreteras y el uso extenso de los automóviles, expandieron significativamente las urbanizaciones de San Juan dominado por las empresas del petróleo y cemento, fusionándose con los municipios adyacentes de Bayamón, Guaynabo y Carolina. El movimiento de miles de autos de los suburbios a la ciudad por la mañana, y viceversa por la tarde, ha causado congestiones en las carreteras que en los peores casos pueden durar horas. Los autobuses de la Autoridad Metropolitana de Autobuses también son afectados por la congestión y ofrecen un servicio de rutas y horarios limitados.
Artículo relacionado: Tranvías en Puerto Rico

## Tren Urbano Fase 1

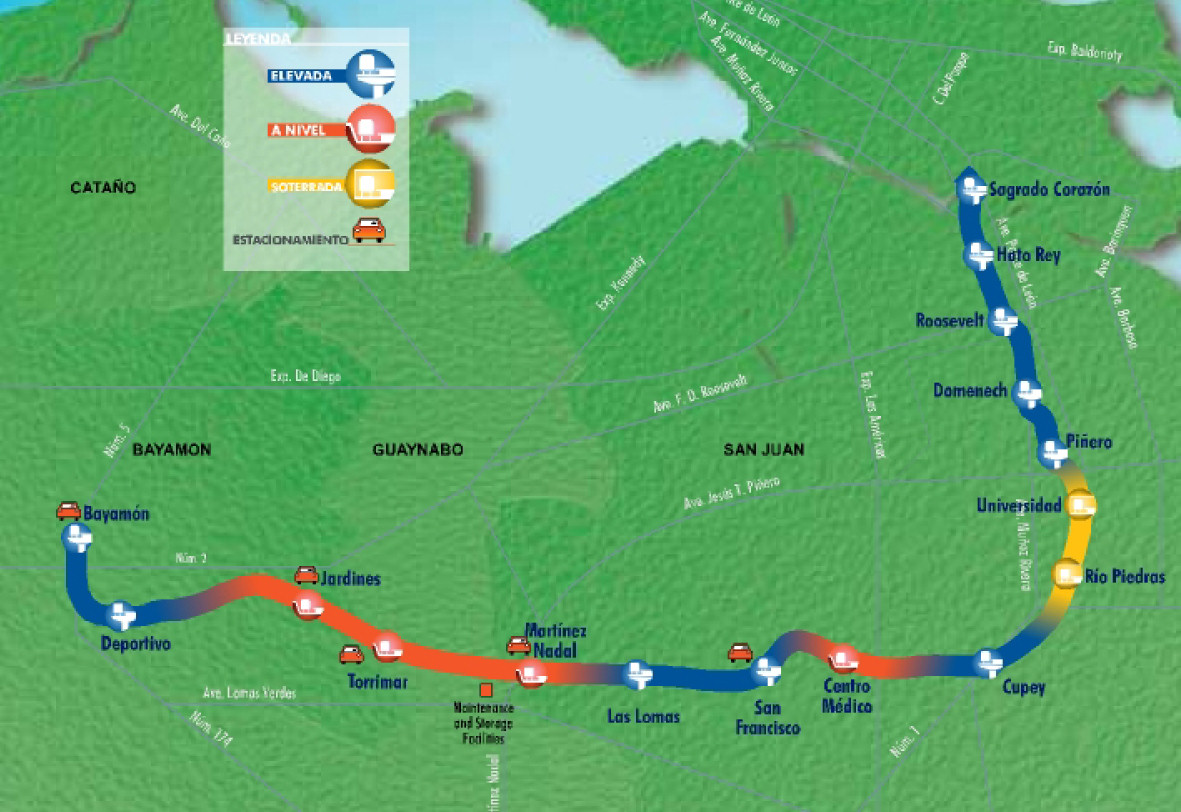
Mapa del proyecto del Tren Urbano.

Las primeras propuestas de construir un metro se hicieron en 1967, pero fue en 1989 que el Departamento de Transportación y Obras Públicas hizo la propuesta oficial por primera vez. En 1993, la Administración Federal de Tránsito de los Estados Unidos aprobó el financiamiento del Tren Urbano. La construcción, que comenzó al final de los años 90, sufrió muchos atrasos, debido a falta de cooperación entre el gobierno y las compañías contratadas para la construcción. El proyectó terminó costando alrededor de $2.25 mil millones de dólares.
El sistema fue inaugurado el 17 de diciembre de 2004. Desde que comenzó hasta junio de 2005, el uso del tren era gratis, con el propósito de promover el nuevo método de transportación. Actualmente el precio de un viaje es USD $1.50, pero existen ofertas que permiten el uso del tren y de los autobuses por varios meses a un precio fijo. En adición, estudiantes y personas mayores de 60 años tienen una tarifa reducida por viaje a 75 centavos ($0.75).
En el mes de abril de 2009, el representante electo por el distrito de Cataño, el Hon. Guillermo (Tato) Rivero, sometió a consideración de dicho cuerpo, un proyecto que de ley que promueve el uso del Tren Urbano a los ciudadanos que poseen más de un automóvil. El proyecto busca reducir el número de vehículos que transitan diariamente en la ciudad capital. Se ha propuesto una deducción contributiva de un 3 % en el ingreso bruto tributable para las personas que demuestren un uso diario y constante de los servicios del Tren Urbano. Este proyecto fue puesto bajo consideración de los cuerpos legislativos durante el mes de noviembre de 2009 sin aprobación de la rama Ejecutiva.[cita requerida]

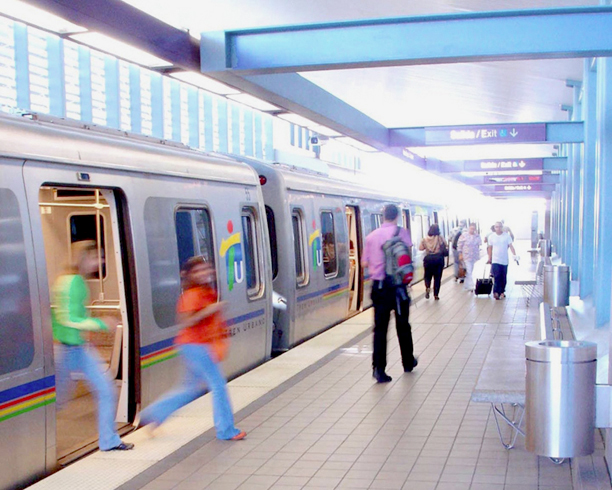
Estación elevada Roosevelt

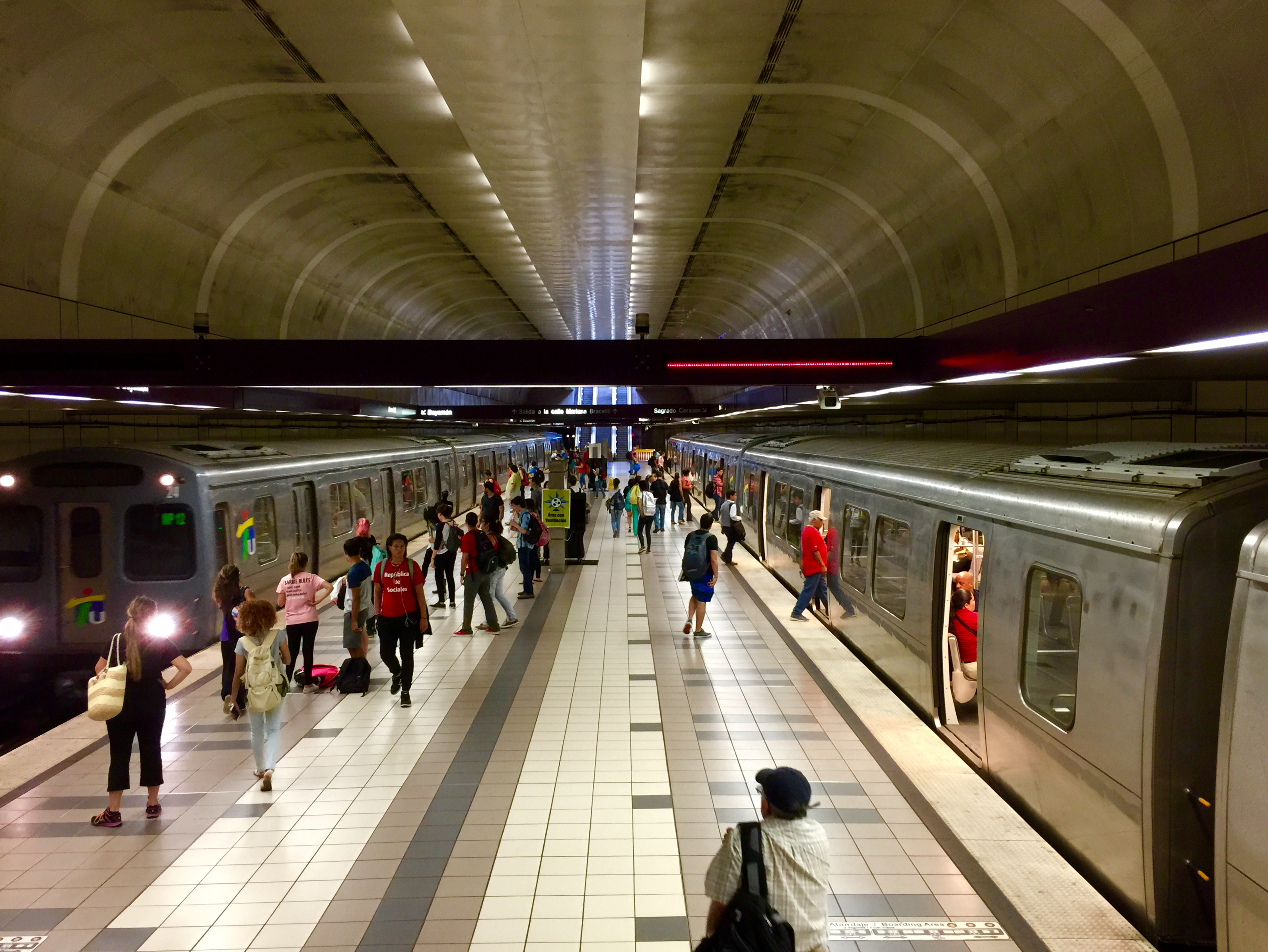
Estación subterránea Universidad

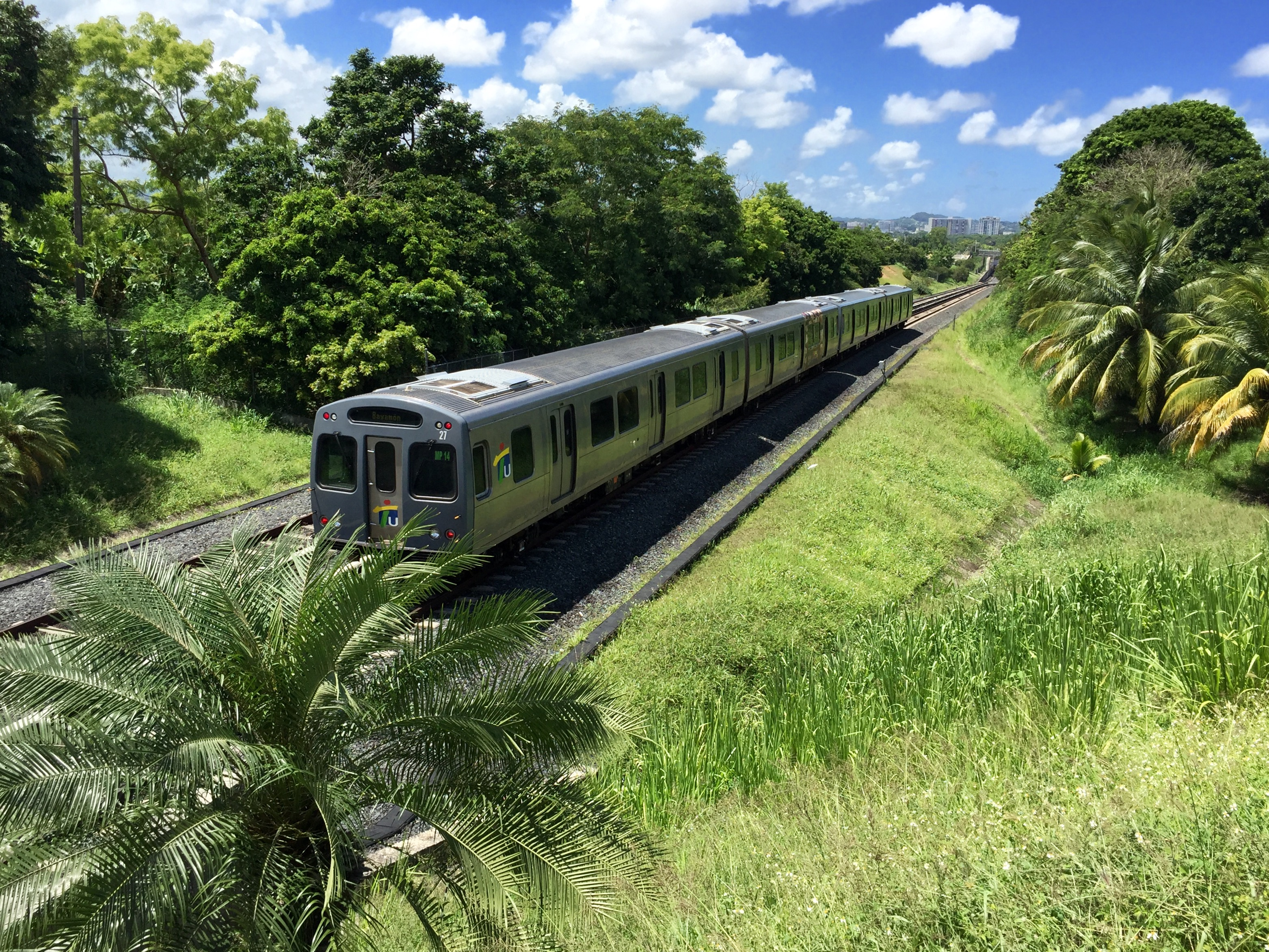
Sección terrestre saliendo de la estación Torrimar

### Material rodante

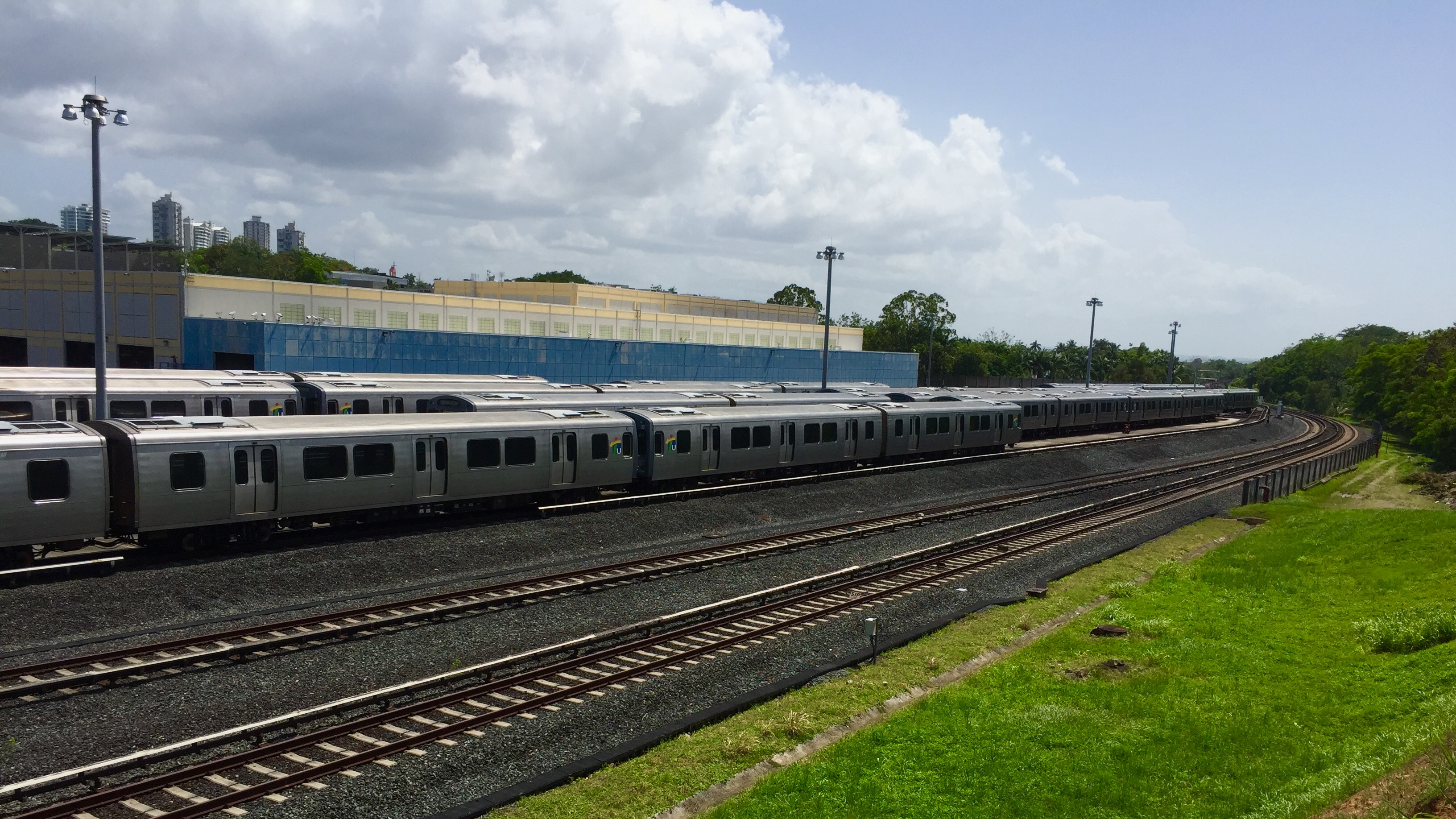
Instalaciones de mantenimiento y almacenamiento del Tren Urbano

La flota del Tren Urbano se compone de 74 vagones de acero inoxidable fabricados por Siemens, cada uno de 23 metros de largo. Cada vehículo transporta 72 pasajeros sentados y 108 de pie. Los trenes tienen una velocidad máxima de 100 km/h (62 mph), con un promedio de 33,2 km/h (20,6 mph) incluyendo paradas. Todos los vagones funcionan como coches gemelos y hasta tres pares a la vez en cualquier momento. El Tren Urbano opera en la actualidad con 15 trenes durante las horas pico, mientras que el resto de las unidades se estacionan en las instalaciones de mantenimiento o sirven de reserva en caso de que un tren experimente problemas.
La potencia es proporcionada por motores de tracción de corriente alterna (CA), elegidos sobre la corriente continua (CC), ya que contienen menos partes móviles y requieren menos mantenimiento. Los trenes comparten muchas características con el inventario construido por Siemens para la Línea Roja del Metro de Boston en Massachusetts.
Los sistemas de aire acondicionado han sido especialmente diseñados para hacer frente a las condiciones de calor y humedad, que son comunes en San Juan.

### Problemas y preocupaciones
La operación del Tren Urbano fue planificada para trabajar en conjunto con otros sistemas de transporte público como la Autoridad Metropolitana de Autobuses (AMA), las guaguas públicas (carros públicos) y el Acua-Expreso. También se planificó la integración con el uso de la bicicleta (programa BICI TREN).  Hasta ahora estos sistemas de transporte no se han podido integrar efectivamente a pesar de pertenecer a la misma agencia, Alternativa de Transporte Integrado (ATI). El programa BICI TREN ha sido sumamente exitoso, pero algunos opinan que es innecesario, y que cualquier usuario del Tren Urbano que combine el uso del sistema con su bicicleta debería poder hacerlo sin necesidad de permiso alguno.  Además, se ha criticado el que el permiso BICI TREN solo se emite en dos de las estaciones del Tren Urbano, y que ATI no promueve suficientemente el programa BICI TREN, teniendo esto como resultado el que muchos usuarios del sistema todavía no sepan que pueden abordar el Tren Urbano con su bicicleta.  Este es uno de los problemas que afectan el servicio del Tren Urbano y el desarrollo de un buen sistema de transporte público que actualmente se estudia en los programas de investigación del Centro de Transferencia de Tecnología en Transportación del Recinto Universitario de Mayagüez (RUM), en Puerto Rico.

## Planes de extensión

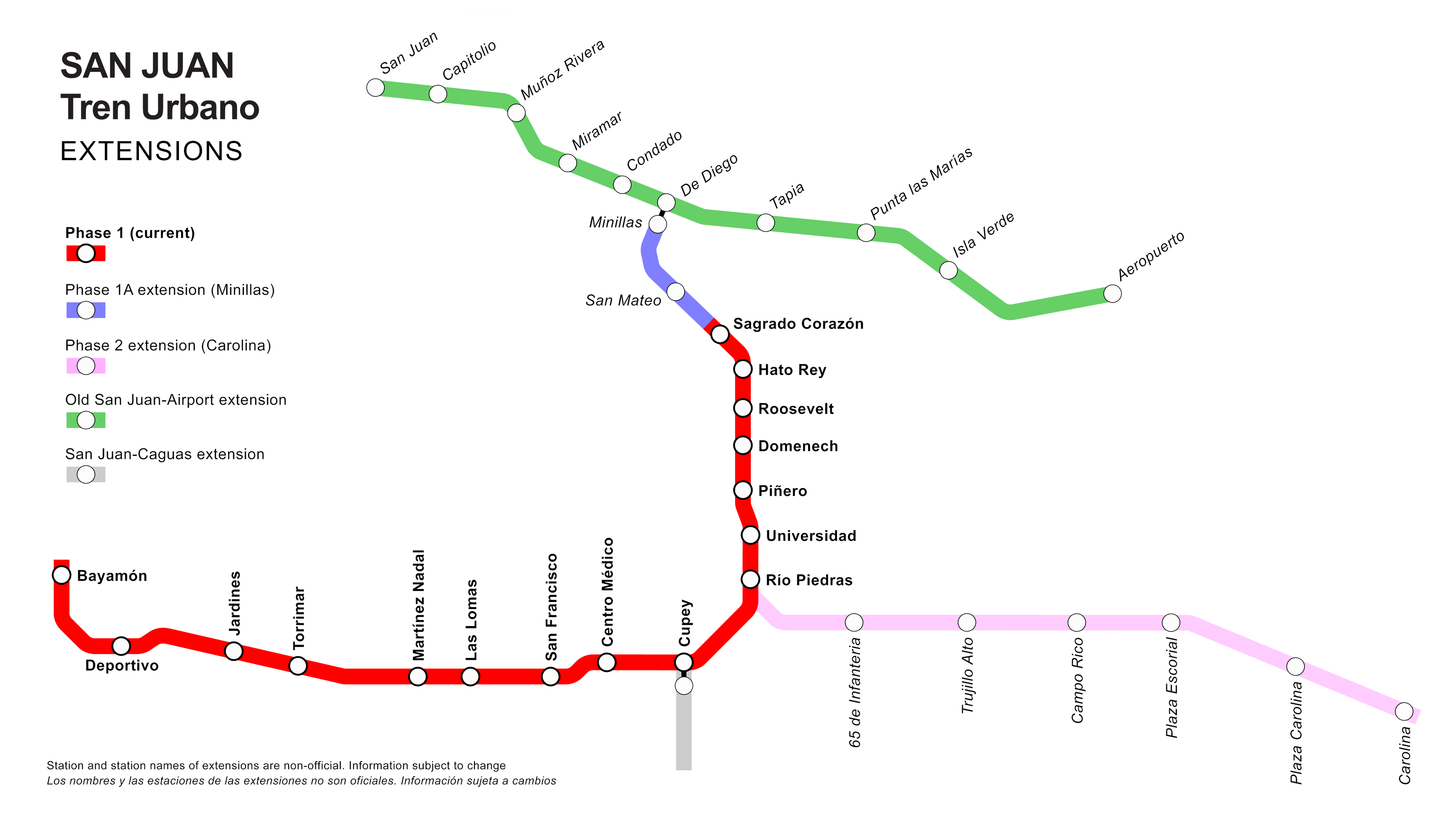
Mapa del Tren Urbano, incluyendo futuras ampliaciones previstas por el Departamento de Transportación y Obras Públicas (DTOP) de Puerto Rico.

La potencialidad del Tren Urbano con su unidades de seis vagones y un intervalo mínimo de 90 segundos entre trenes, le daría una capacidad máxima de 40 000 pasajeros por hora por dirección, y en comparación con la actual horas pico de un intervalo de ocho minutos y 3000 pasajeros por hora por dirección (el número de usuarios es de aproximadamente 40 000 pasajeros diarios), el tren está trabajando en el 13,33 por ciento de su capacidad total, y muy por debajo de los 110 000 pasajeros que se tenía previsto para el año 2010. 
Además, con una flota de 74 vehículos ferroviarios en las instalaciones de almacenamiento y mantenimiento para cubrir por lo menos, «el doble» de los 17,2 km (10,7 millas) de longitud del sistema, y con todas las instalaciones básicas y capital invertido necesarios para el funcionamiento en su lugar, es indispensable que el tren sea extendido como estaba previsto originalmente. Este fue el resultado de estudios realizados por $150 millones de dólares, para incluir las zonas de mayor densidad del área central de Santurce o el San Juan Antiguo, con un recorrido en «un asiento» hacia esos destinos para el ahorro de tiempo y por ende el sistema sea funcional, exitoso y operativamente sostenible.
Los planes del Departamento de Transportación y Obras Públicas (DTOP) de Puerto Rico incluyen:

### Fase 1A
- La Fase 1A[11] del proyecto abarca la ampliación de la línea original extendiéndola hacia el oeste desde la terminal actual del Sagrado Corazón en dos estaciones: San Mateo y una nueva terminal en Minillas, una distancia de unos 1.500 metros, con transferencia desde Minillas a una posible futura línea tranviaria desde la zona histórica del Viejo San Juan al Aeropuerto Internacional Luis Muñoz Marín. La Fase 1A ya fue aprobada por la Agencia de Protección Ambiental de los Estados Unidos (Environmental Protection Agency abreviado EPA en inglés).[12]

- Al cierre del año fiscal 2008, la legislatura se presta a identificar fondos federales para la expansión del tren a su segunda fase. Se espera que durante el año fiscal 2009 se comiencen a emitir los bonos legislativos para estos propósitos.

### Fase 2
- Tras la apertura del Tren Urbano, hubo propuestas para ampliar el sistema ferroviario a otros municipios como Carolina. Túneles de 42 metros (136 pies) de longitud, al sur de la estación de Río Piedras ya están construido para una futura expansión a lo largo de la muy transitada Avenida 65 de Infantería.[13]

### Sistema de tránsito de media capacidad
- Además, entre los planes originales, el DTOP tenía previsto para el 2002 construir una conexión con el Tren Urbano con un sistema de tránsito de media capacidad (Medium capacity transit system) con servicio a lo largo de la Avenida Roosevelt, con conexión a las estaciones, Hato Rey, Roosevelt y Domenech del Tren Urbano con el centro comercial Plaza Las Américas.[14]

### Otros proyectos
Existen varios proyectos para mejorar la conectividad del transporte público.
- También se consideró (2008) una línea tranviaria desde la zona histórica del Viejo San Juan que conecte con el Tren Urbano en la estación Sagrado Corazón.[15]  La primera línea de este tranvía nombrado Sistema de Asistencia, Transportación y Organización Urbana (SATOUR) sería construida por el del Municipio de San Juan (MSJ).

- Está la propuesta construir una segunda línea tranviaria a lo largo del expreso Baldorioty de Castro hasta Carolina, posiblemente con una estación en el Aeropuerto Internacional Luis Muñoz Marín.

- La extensión de una línea hasta Caguas mediante el actual Tren Urbano desde la estación Centro Médico o Cupey.

- Un segundo plan para el desarrollo de una línea hasta Caguas con un nuevo sistema de vehículos ferroviarios ligeros con futuras extensiones a través de la isla.[16]

- Y un último plan de un tren de cercanías  para toda la isla que conecte con el Tren Urbano.

### Autobús de tránsito rápido
El Metro Urbano es un sistema de autobús de tránsito rápido que conecta al Tren Urbano desde el municipio de Toa Baja hasta la estación Bayamón en el pueblo de Bayamón, cubriendo una distancia 16.5 km (10.3 millas), en Toa Baja una estación de Transbordo se localiza cerca del peaje de Toa Baja con un estacionamiento con una capacidad inicial para 500 vehículos (y que podrá llegar a los 2000). El proyecto tiene como objetivo atraer a los conductores de la zona periférica del oeste para tomar el tren a San Juan y así reducir el tráfico en las horas pico.